# Közép-európai csuszka
A közép-európai csuszka (Sitta europaea caesia) a madarak (Aves) osztályának verébalakúak (Passeriformes) rendjébe, ezen belül a csuszkafélék (Sittidae) családjába tartozó csuszka (Sitta europaea) alfaja.

## Rendszerezése
A fajt Johann Wolf német természettudós és ornitológus írta le 1810-ben.

## Kárpát-medencei előfordulása
Magyarországon ez az alfaj költ.

## Megjelenés
Ennek az alfajnak kékesszürke a hátoldala, hasoldala pedig a narancsszínűtől a gesztenyebarnáig változhat. A csőrétől a nyakáig széles fekete szemsáv húzódik.
|  |